# ضد-بخار
شیشه و آینهٔ سرد در محیط گرم بخار می‌کند. مواد ضد بخار، که به عنوان مواد با رفتار ضد مه آلودگی نیز شناخته می‌شوند، موادی شیمیایی هستند که از تراکم آب به شکل قطرات کوچک بر روی یک سطح، که سطحی شبیه به مه را می‌سازد، جلوگیری می‌کند. رفتار ضد بخار برای اولین بار توسط ناسا در طول پروژه جمنای (Gemini) ابداع شد. مواد ضد بخار امروزه اغلب در سطح شیشه‌ها و پلاستیک‌های شفاف در کاربردهای نوری مانند عدسی و آینه‌ها که در عینک‌ها، عینک‌های ایمنی، لنزهای دوربین و دوربین‌های دوچشمی موجود است، استفاده می‌شوند. این مواد با به حداقل رساندن تنش سطحی کار می‌کنند، در نتیجه آب بر روی سطح گسترده شده و یک لایه آب به جای قطرات منفرد ایجاد می‌شود. این فرایند با تغییر مقدار تَرشَوَندگی کار می‌کند. سطوح ضد بخار معمولاً یا با استفاده از مواد فعال سطحی یا با ایجاد یک سطح آب دوست تولید می‌شوند.

## توسعه
مواد ضد بخار در ابتدا توسط ناسا در طول پروژه جمنای، برای استفاده بر روی شیشه کلاه ایمنی مورد استفاده قرار گرفت. در طول جمنای ۹-آ، در ژوئن سال ۱۹۶۶، فضانورد یوجین سرنان اولین لباس فضانوردی ناسا را آزمایش کرد و در طی راهپیمایی فضایی متوجه شد که شیشه کلاه ایمنی او را بخار گرفته‌است. لباس سرنان با استفاده از سیستم پشتیبانی از فضاپیما ۹ پس از پرواز مورد آزمایش قرار گرفت، و کشف شد که یک قسمت کوچک از شیشه با استفاده از محلول ضد بخار، از میعان و ایجاد بخار نجات یافته‌است. پروازهای بعدی جمنای، همه شامل محلول ضد بخار، برای استفاده قبل از پیاده‌روی فضایی بودند.

## دسترسی
مواد ضد بخار معمولاً به عنوان اسپری محلول در دسترس هستند، مانند کرم، ژل و دستمال مرطوب، در حالی که مقاومت بیشتر در پوشش دهی، معمولاً در حین فرایند پیچیده تولید اعمال می‌شود. مواد افزودنی ضد بخار همچنین می‌توانند به پلاستیک افزوده شوند که در آنها از داخل به بیرون تراوش می‌کنند.

### مواد
از مواد زیر بعنوان ماده ضد بخار استفاده می‌شود:
- مواد فعال سطحی که تنش سطحی آب را به حداقل می‌رسانند:
  - مواد شوینده مانند شامپو، صابون یا کرم اصلاح که به عنوان راه حل استفاده شده و بدون شستشو از بین می‌روند
- پوشش‌های آب دوست که انرژی سطحی را به حداکثر می‌رسانند:
  - پلیمرها و هیدروژل‌ها (آبژل‌ها):
    - ژلاتین

  - کلوئیدها و نانوذرات:
    - دی‌اکسید تیتانیوم (بروکایت)، که تحت تابش مقدار معینی پرتو فرابنفش ابر آبدوست می‌شود.

### دستورالعمل‌های خانگی
یکی از روش‌های جلوگیری از بخار گرفتگی، استفاده از یک لایه نازک از مواد شوینده است. اما این روش مورد انتقاد قرار می‌گیرد زیرا مواد شوینده انحلال پذیر طراحی شده‌اند و لکه ایجاد می‌کنند. غواصان اغلب از آب دهان، که عموماً به عنوان یک عامل مؤثر و ضد بخار شناخته شده‌است، استفاده می‌کنند.

## کاربردها

### غواصی زیر آب
دمیستر ماده ای است که بر روی سطوح شفاف اعمال می‌شود تا جلوی پوشیده شدن آن‌ها از ذرات کوچک آب را بگیرد، که اغلب به عنوان مه شناخته می‌شود. غواصان اسکوبا و هاکی بازان زیر آب اغلب آب دهان خود را درون ماسکشان می‌ریزند و سپس سطح آن را به سرعت با آب می‌شویند تا از تشکیل بخار، که می‌تواند بینایی را مختل کند، جلوگیری کنند. چندین محصول به صورت تجاری در دسترس هستند، مانند Sea Drops که عموماً مؤثر تر هستند. روی سطح لنز ماسک‌های جدید، هنوز از مراحل ساختشان سیلیکون وجود دارد، بنابراین توصیه می‌شود لنزها را با خمیردندان تمیز کنید، ماسک را بشویید و سپس محلول دمیستر را اعمال کنید.

## خودرو
یکی از کاربرد های فناوری نانو استفاده از پوشش های ضد بخار و ضد غبار در آینه و شیشه‌های خودرو است. این آینه ها و شیشه های فعال، همواره تمیزند و به کمک نانوموادی که از نور خورشید برای تسریع فعالیتشان استفاده می کنند، کار می کنند. بخار آب هرگز روی سطح این شیشه ها و آینه ها به صورت قطره جمع نمی‌شوند بلکه به واسطه خصوصیت فوق آبدوستی سطح، سریعاً روی سطح پخش شده و یک لایه سنگین آب روی سطح ایجاد می کند. این لایه به واسطه افزایش تدریجی وزن تمایل به سقوط دارد. در این کاربرد خاصیت آبدوستی شیشه توسط دو لایه SiO2 و TiO2 ایجاد می‌شود. ترکیب SiO2 در لایه خارجی قرار دارد و کشش سطحی بین آب و شیشه را کم می کند. TiO2 در لایه داخلی قرار دارد و نور خورشید را جذب نموده و مواد آلی را متلاشی می کند. با توجه به ساز و کار ذکر شده این لایه از خود خاصیت خودتمیزشوندگی نشان می‌دهد. با به کارگیری این نانو ذرات در شیشه و آینه خودرو سطح این دو مه آلود نمی‌شود و دید به جلو و عقب خودرو کامل است. پوشش‌های ابرآب‌دوست چندلایه‌ای ضد مه و ضد بازتابش، متشکل هستند از لایه‌های متناوب پلیمر و نانوذرات سیلیس (که گروه‌های هیدروکسیل به سطح آنها متصل شده‌اند). این ترکیب پوشش فوق آب‌دوستی را ایجاد می‌کند که قابل استفاده بر روی شیشه و دیگر مواد است. این پوشش در مقیاس نانو ناهموار است؛ اما هیدروکسیل از آن جایی که شدیداً آب‌دوست بوده، به حفرات نانویی موجود در لایه‌های چندگانه کمک می‌کند تا همانند یک اسفنج، آب را جذب و در همان لحظه دفع کنند.